# Puyalón
Puyalón és una plataforma de caràcter nacionalista aragonès, independentista i socialista, lligada originalment a la Chunta Aragonesista fins al 2008, quan la major part dels seus membres deixaren de militar a CHA per a constituir-se com a entitat independent. Actualment forma part del Bloque Independentista de Cuchas juntament amb Sendicato d'os Treballadors d'Aragón, A Enrestida i Chobenalla Aragonesista. Entre els seus objectius, a més de la sobirania i el socialisme, es reafirma en la defensa de les llengües minoritàries d'Aragó (aragonès i català), del medi ambient i la integració dels immigrants. D'altra banda, també rebutgen el militarisme.

## Participació electoral
Puyalón va iniciar la seva participació electoral en les eleccions municipals de 2011 obtenint un representant en el poble d'Artieda a la comarca de Jacetània.
També va participar en les eleccions europees de 2014 en coalició amb Los Pueblos Deciden (Euskal Herria Bildu, BNG, Andecha Astur, Alternativa Nacionalista Canaria i Unidad del Pueblo), i a les eleccions al Parlament Europeu de 2019 va participar en la coalició Ara Repúbliques.
A les eleccions municipals i autonòmiques d'Aragó de 2015 es van implicar en projectes com Zaragoza en Común (que governa la capital aragonesa), que va trencar en 2019, i altres candidatures d'unitat popular, i a les eleccions generals espanyoles de 2016 es va presentar en la coalició Unidos Podemos.